# Asteroide de tipus J
Els asteroides de tipus J són asteroides amb espectres similars a la de meteorits diogenita i així, presumiblement, a les capes més profundes de l'escorça de 4 Vesta.
Els seus espectres són força semblants a la dels asteroides de tipus V, però tenen una banda d'absorció d'1 μm particularment forta.
En són exemples (2442) Corbett, (3869) Norton, (4005) 1979 TC2, i (4215) 1987 VE1.